# Бруг, Стеффен Ламберт
Стеффен Ламберт Бруг (нидерл. Steffen Lambert Brug; 29 июля 1879, Леуварден — 31 декабря 1946, Амстердам) — нидерландский паразитолог и врач. Внук педагога С. Л. Бруга.
Бо́льшую часть жизни проработал в Батавии, сперва как военный врач, затем как директор военно-медицинской лаборатории. В 1932 году вернулся в Нидерланды и поступил в штат Института тропической гигиены, с 1935 года профессор Индийского института в Амстердаме, с 1937 года и до конца жизни заведовал кафедрой гигиены.
Автор более чем 120 научных публикаций, из которых основные посвящены изучению филяриатозов — заболеваний, вызываемых разновидностью нематодов. В 1927 году Бруг, в частности, впервые описал возбудителя одного из этих заболеваний под названием Microfilaria malayi; позднейшие исследования показали, что этот микроорганизм принадлежит к особому роду круглых червей, и этот род, Brugia, был наименован Джоном Джозефом Кронином Бакли в честь Бруга. Среди других научных достижений Бруга — первое описание пневмоцистной инфекции у человека (1942, вместе с Г. ван дер Меер). Опубликовал также научно-методическое пособие «Паразитологическая диагностика человеческого кала» (нидерл. De parasitologische diagnostiek van de menschelijke faeces; 1922, несколько переизданий).